# هانس أبيل
هانس أبيل (بالألمانية: Hans Appel)‏ هو لاعب كرة قدم ومدرب كرة قدم ألماني، ولد في 8 يونيو 1911 في برلين في ألمانيا، وتوفي في 27 يوليو 1973. شارك مع منتخب ألمانيا لكرة القدم. أما مع النوادي، فقد لعب مع نادي سانت باولي ونادي هرتا برلين.

## وصلات خارجية
- هانس أبيل على موقع قاعدة بيانات كرة القدم.إي يو (الإنجليزية)
- هانس أبيل على موقع بيانات كرة القدم. دي إي (الألمانية)
- هانس أبيل على موقع ناشيونال فوتبول تيمز (الإنجليزية)
- هانس أبيل على موقع عالم كرة القدم.نت (الإنجليزية)
- هانس أبيل على موقع IMDb (الإنجليزية)
- هانس أبيل على موقع قاعدة بيانات الفيلم (الإنجليزية)